# グレナダ沿岸警備隊

旗

グレナダ沿岸警備隊（グレナダえんがんけいびたい、Grenadian Coast Guard）は、グレナダ政府の2つの軍事部門の1つで、捜索、救助並びに麻薬の差し押さえを任務とする。
現在60名が所属し、哨戒艇4隻を保有している。プリックリー湾に司令部がある。

## 艦船

### 哨戒艇
- PB-02 レヴェラ（ドーントレス級）
- PB-01 ティレル･ベイ（ガーディアン級）
- ボストン･ホエーラー級　2隻